# روسيو كامبيجلي
روسيو كامبيجلي (بالإسبانية: Rocio Campigli) مواليد 6 أغسطس 1994، هي لاعبة كرة يد أرجنتينية تلعب كمحور. تلعب حاليا مع إستوديانتيس دي لا بلاتا. مثلت منتخب الأرجنتين لكرة اليد للسيدات. شاركت في دورة الألعاب الأولمبية الصيفية سنة 2016. حققت المركز الثاني في دورة الألعاب الأمريكية 2015.

## سجل المنافسة
شاركت في البطولات التالية:
- الألعاب الأولمبية الصيفية 2016
- بطولة العالم لكرة اليد للسيدات 2015

## الميداليات
| الميدالية | المسابقة                    |
| --------- | --------------------------- |
| فضية      | دورة الألعاب الأمريكية 2015 |

## روابط خارجية
- روسيو كامبيجلي على موقع الاتحاد الأوروبي لكرة اليد (الإنجليزية)
- روسيو كامبيجلي على موقع أوليمبيديا (الإنجليزية)
- روسيو كامبيجلي على موقع اللجنة الأولمبية الأرجنتينية (الإسبانية)